# Egesheim
Egesheim ist eine Gemeinde im Landkreis Tuttlingen in Baden-Württemberg, Deutschland.

## Geographie

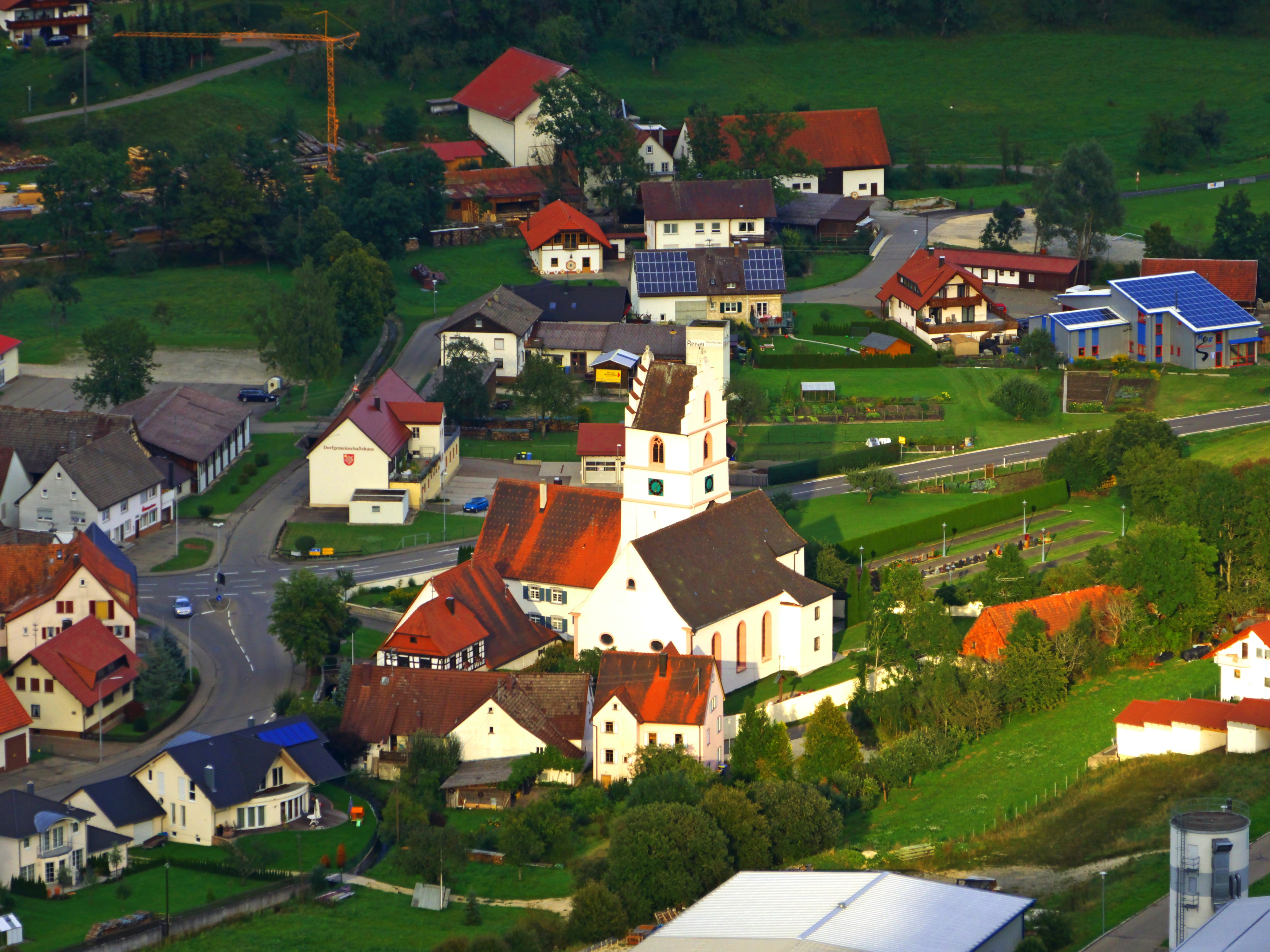
Blick über Egesheim

### Geographische Lage
Egesheim liegt auf dem Großen Heuberg im Südwesten der Schwäbischen Alb und erstreckt sich auf einer Höhe von 685,2 m ü. NHN an der südlichen Gemeindegrenze im Bäratal bis auf eine Höhe von 942,5 m ü. NHN am Königswang ganz im Südwesten der Gemarkung.
Der südliche Oberlauf der Bära, die so genannte Untere Bära, durchfließt die Gemeinde. Zwei Drittel der Gemeindefläche ist von Wald bedeckt.

### Nachbargemeinden
Die Gemeinde grenzt im Norden an Reichenbach am Heuberg, im Osten an Nusplingen im Zollernalbkreis, im Südosten an Bärenthal, im Süden an Königsheim und im Westen an Bubsheim.

### Gemeindegliederung
Zur Gemeinde Egesheim gehören das Dorf Egesheim und der Weiler Bärental (Hammer). Im Gemeindegebiet liegen die abgegangene Burg Granegg (auch Michelstein) und der abgegangene Aussiedlerhof Mauchenhof.

### Schutzgebiete
Egesheim hat im Südosten einen Anteil am Naturschutzgebiet Galgenwiesen. Auf der Gemarkung befinden sich zudem mehrere Teilgebiete des FFH-Gebiets Großer Heuberg und Donautal, der Westerberg gehört zum FFH-Gebiet Östlicher Großer Heuberg. Der Großteil der Gemeindefläche gehört überdies zum Vogelschutzgebiet Südwestalb und Oberes Donautal. Egesheim liegt im Naturpark Obere Donau.

## Geschichte

### Mittelalter und frühe Neuzeit
Die Gemeinde Egesheim ist eine der ältesten Gemeinden der Region. Sie wurde bereits im Jahre 770 in einer Schenkungsurkunde des Klosters St. Gallen erwähnt. Verschiedene geistliche und weltliche Herrschaften hatten Besitz am Ort. Die hohe Obrigkeit lag bei der Grafschaft Hohenberg. Im Jahre 1381 kam das Dorf mit der Grafschaft Hohenberg zu Vorderösterreich und blieb dort, bis es 1805 an das Kurfürstentum Württemberg angegliedert wurde.

### Seit der Zugehörigkeit zu Württemberg
Im seit 1806 bestehenden Königreich Württemberg war das Dorf dem Oberamt Spaichingen zugeordnet. Bei der Gebietsreform während der NS-Zeit in Württemberg gelangte der Ort 1938 zum Landkreis Tuttlingen. Im Jahre 1945 wurde Egesheim Teil der Französischen Besatzungszone und kam somit zum Nachkriegsland Württemberg-Hohenzollern, welches 1952 im Bundesland Baden-Württemberg aufging.

### Religion
Egesheim ist traditionell katholisch geprägt. Die Kirche der Gemeinde war ursprünglich ein gotisches Bauwerk. In den Jahren 1758 bis 1762 wurde sie im Stil des Rokokos umgestaltet und seither mehrmals renoviert. Die römisch-katholische Gemeinde Mariä Himmelfahrt in Egesheim gehört zur Seelsorgeeinheit Oberer Heuberg im Dekanat Tuttlingen-Spaichingen der Diözese Rottenburg-Stuttgart.

## Politik

### Verwaltungsverband
Die Gemeinde ist Mitglied im Gemeindeverwaltungsverbandes Heuberg mit Sitz in Wehingen.

### Gemeinderat
Der Gemeinderat in Egesheim hat acht Mitglieder. Er besteht aus den ehrenamtlichen Gemeinderäten und dem Bürgermeister als Vorsitzendem. Der Bürgermeister ist im Gemeinderat stimmberechtigt. Bei der  Kommunalwahl am 9. Juni 2024 wurde der Gemeinderat durch Mehrheitswahl gewählt. Mehrheitswahl findet statt, wenn kein oder nur ein Wahlvorschlag eingereicht wurde. Die Bewerber mit den höchsten Stimmenzahlen sind dann gewählt.

### Bürgermeister
Schultheißen (bis 1930) bzw. Bürgermeister waren:
- 1832–1869: Leonhard Reiser (1801–1875), Vater von Wilhelm von Reiser
- 1869–1879: Josef Sauter (1842–1900), Bauer
- 1879–1907: Johann Baptist Blikle (1842–1913), Schreiner
- 1908–1931: Jakob Keller (1868–1950), Buchbinder
- 1931–1945: Franz Josef Sauter (1894–1967), Zimmermeister
- 1946–1952: Josef Paul (1896–1983), Wagner
- 1952–1970: Gallus Stier (1914–1990), Landwirt und Säger
- 1970–1982: Eugen Weber (1915–1987), zuvor Bürgermeister von Gosheim 1949–1967
- 1982–2018: Josef Bär (* 1952, CDU), Dipl.-Verwaltungswirt (FH), zugleich Bürgermeister in Wehingen 1981–2016 und Reichenbach am Heuberg 1988–2019
- seit 2018: Hans Marquart (* 1959, parteilos), zugleich Bürgermeister von Reichenbach am Heuberg seit 2019; Dipl.-Verwaltungsbetriebswirt, 2002–2018 Wirtschaftsförderer der Stadt Hechingen[5]

### Wappen
| | Blasonierung: „In Rot eine schräglinks gestellte silberne (weiße) Egge, oben rechts ein sechsstrahliger goldener (gelber) Stern.“ |
| Wappenbegründung: Das am 10. Januar 1958 vom Innenministerium verliehene Wappen ist abgeleitet von einem Siegel aus dem Jahre 1747, welches die Egge als redendes Bild zeigte. Sie ist ein Symbol für die Landwirtschaft, welche den Ort jahrhundertelang prägte. Die Farben Silber und Rot wurden in Erinnerung an die frühere Zugehörigkeit zur Grafschaft Hohenberg gewählt, deren Wappen ein von Silber und Rot geteilter Schild war. Zur Unterscheidung von anderen Gemeindewappen mit einer Egge wurde der Stern als Beizeichen hinzugefügt. Er kann auch als Symbol für Maria, die Kirchenpatronin in Egesheim, gedeutet werden. | |

### Banner und Flagge
|  | 00Banner: „Das Banner ist weiß-rot längsgestreift mit dem aufgelegten Wappen oberhalb der Mitte.“ |
|  | 00Hissflagge: „Die Flagge ist weiß-rot quergestreift mit dem Wappen in der Mitte.“                |

## Kultur und Sehenswürdigkeiten
Die Kommune ist dem Tourismusverband „Donaubergland“ angeschlossen.

### Naturdenkmäler

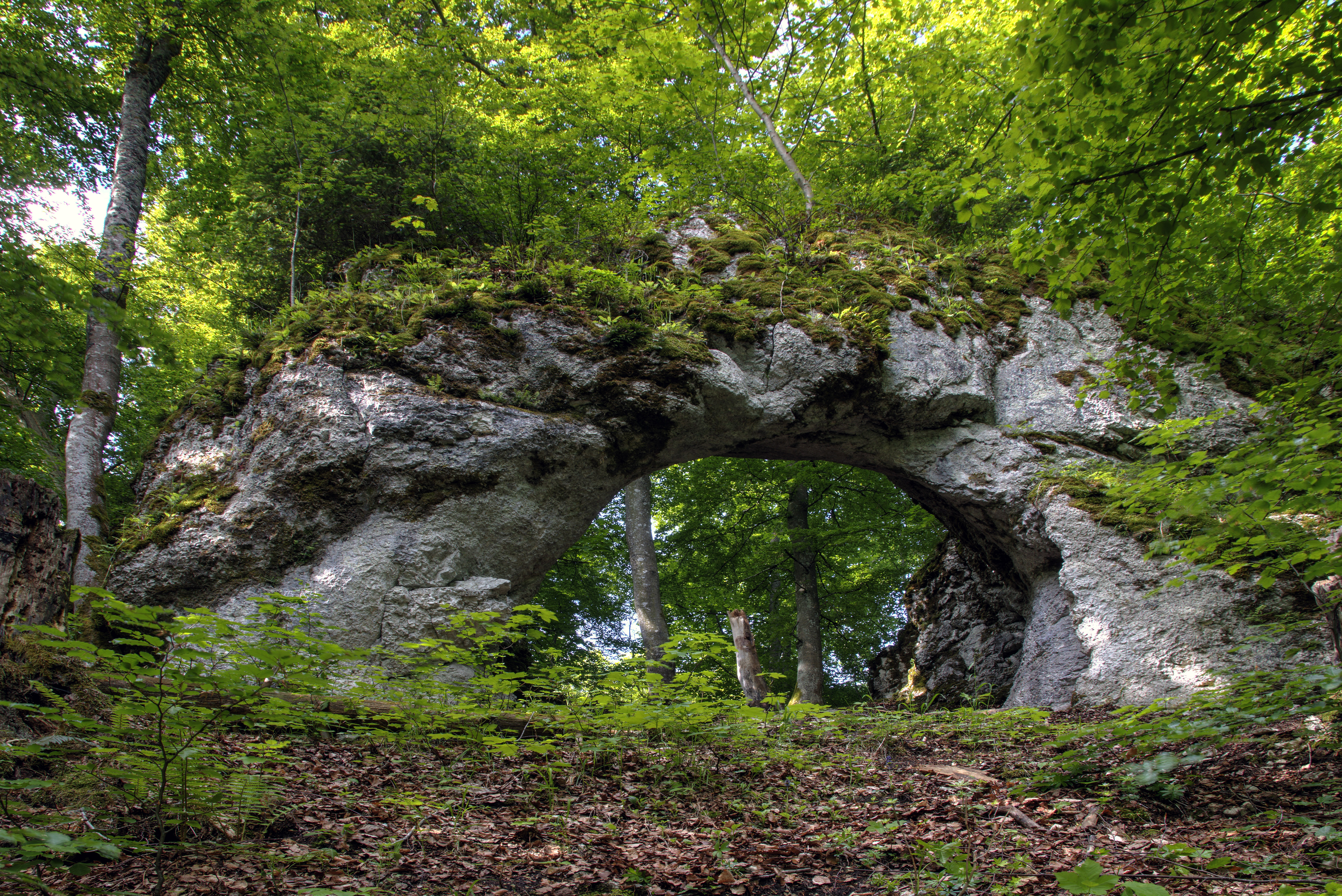
Heidentor

- Heidentor, ein frühkeltischer Kultplatz, auf dem  während der älteren Bronzezeit (ca. 1500–1300 v. Chr.) und der jüngeren Urnenfeldzeit (ca. 10.-9. Jahrhundert v. Chr.) wohl eine befestigte Höhensiedlung bestand. Besonders eindrucksvoll ist die natürliche torartige Felsformation dicht unter dem nördlichen Plateaurand, die dem „Heidentor“ seinen Namen gibt. Das Heidentor liegt nordwestlich über Egesheim auf dem Höhenrücken des Oberburgs und wird gerne als Wanderziel besucht.
- Das Naturdenkmal Beilsteinhöhle bei Egesheim war wichtiger altsteinzeitlicher (10.000 v. Chr.) Lebensraum im Gebiet des Großen Heubergs. Der Name Beilsteinhöhle leitet sich von den in der Höhle gefunden steinernen Beilköpfen ab. Durch Funde von Stein-, Knochen- und Keramikgeräten konnte eine Nutzung durch den Steinzeitmensch bis 2000 v. Chr. nachgewiesen werden.
- Burgruine Granegg auch Graneck oder Michelstein genannt, ist die Ruine einer Felsenburg auf dem Schlossfelsen 921 m ü. NN in Egesheim.

## Wirtschaft und Infrastruktur
Die Heubergbahn sollte nach der ursprünglichen Planung bis Nusplingen gebaut werden und damit auch Egesheim erreichen. Die Bahn wurde dann aber nur bis zum fast drei Kilometer entfernten Reichenbach am Heuberg gebaut und 1966 stillgelegt.
Aus einer armen, landwirtschaftlich geprägten Gemeinde wurde eine Industrie- und Arbeiterwohngemeinde. Die Landwirtschaft wird heute nur noch im Nebenerwerb betrieben. Egesheim hat eine ausgeglichene Pendlerbilanz, das heißt, es kommen gleich viele Arbeitskräfte von außerhalb zur Arbeit in die Gemeinde wie Egesheimer ihren Lebensunterhalt außerhalb der Gemeinde verdienen. Egesheim verfügt über rund 290 Arbeitsplätze.

## Persönlichkeiten

### Söhne und Töchter der Gemeinde
- Wilhelm von Reiser (1835–1898), Bischof von Rottenburg, stiftete eine Schwesternstation und einen Kindergarten für Egesheim[7]